# الكنيسة الأثرية بوغرارة
 الكنيسة الأثرية بوغرارة  هو معلم أثري تونسي مصنف من قبل المعهد الوطني للتراث يقع في ولاية مدنين في الجنوب الشرقي التونسي، تحديدا في مدينة بوغرارة تم تصنيف المعلم في يوم 1 مارس 1905 .

## مقالات ذات صلة
- قائمة المعالم الأثرية المصنفة في تونس